# Péter Kusztor
Péter Kusztor (ur. 27 grudnia 1984 w Budapeszcie) – węgierski kolarz szosowy. Olimpijczyk (2008).

## Osiągnięcia
Opracowano na podstawie:

2005
- 3. miejsce w mistrzostwach Węgier (jazda indywidualna na czas)
- 1. miejsce w mistrzostwach Węgier U23 (jazda indywidualna na czas)

2007
- 2. miejsce w Grand Prix Cycliste de Gemenc
  - 1. miejsce w prologu

2008
- 1. miejsce w GP Hydraulika Mikolasek
- 2. miejsce w mistrzostwach Węgier (start wspólny)
- 1. miejsce w Grand Prix Bradlo
- 1. miejsce w GP Betonexpressz 2000
- 2. miejsce w Okolo Slovenska

2009
- 3. miejsce w Giro del Mendrisiotto
- 3. miejsce w Tour du Jura
- 3. miejsce w Grand Prix Tell

2010
- 1. miejsce w mistrzostwach Węgier (jazda indywidualna na czas)
- 1. miejsce w mistrzostwach Węgier (start wspólny)

2011
- 1. miejsce w Tour de Bretagne
- 3. miejsce w mistrzostwach Węgier (start wspólny)

2012
- 1. miejsce w mistrzostwach Węgier (start wspólny)

2013
- 2. miejsce w Classic Beograd-Čačak
- 3. miejsce w mistrzostwach Węgier (jazda indywidualna na czas)

2014
- 3. miejsce w mistrzostwach Węgier (jazda indywidualna na czas)
- 2. miejsce w mistrzostwach Węgier (start wspólny)

2015
- 2. miejsce w mistrzostwach Węgier (start wspólny)

2016
- 3. miejsce w mistrzostwach Węgier (jazda indywidualna na czas)

2017
- 2. miejsce w Grand Prix Cycliste de Gemenc

2018
- 1. miejsce w V4 Special Series Debrecen-Ibrany

## Rankingi
| Rok             | 2009 | 2010 | 2011 | 2012 | 2013 | 2014 | 2015 | 2016  | 2017  | 2018  | 2019  | 2020  | 2021 | 2022 | 2023 | 2024  |
| --------------- | ---- | ---- | ---- | ---- | ---- | ---- | ---- | ----- | ----- | ----- | ----- | ----- | ---- | ---- | ---- | ----- |
| World Ranking   |      |      |      |      |      |      |      | 1868. | 1185. | 1267. | 1827. | 1360. | -    | -    | 752. | 2617. |
| UCI Europe Tour | 180. | 269. | 201. | 264. | 153. | 394. | 274. | 1239. | 764.  | 785.  | 1202. | 1031. | -    | -    | -    | -     |
| UCI Africa Tour | -    | -    | -    | -    | -    | 124. | -    | -     | -     | -     |       |       |      |      |      |       |
|                 |      |      |      |      |      |      |      |       |       |       |       |       |      |      |      |       |
| Źródło: UCI     |      |      |      |      |      |      |      |       |       |       |       |       |      |      |      |       |